# Истанбул (вилает)
Истанбул (на турски: İstanbul) е вилает в Северозападна Турция. Административен център на вилаета е едноименният град Истанбул. Вилает Истанбул е с обща площ от 5196 km² и население от 13 255 685 души (към 2010 г.).

## География
Босфорът разделя вилаета на две: северозападната част е в Европа, а югоизточната в Азия.

## Административно деление
Вилает (област) Истанбул е разделен административно-териториално на 39 околии (към 2012 г.), които от своя страна се разделят на общини. Практически всички околии във вилаета представляват градски райони на огромния мегаполис Истанбул, всички градски зони на вилаета се считат за част от мегаполиса Истанбул, включително исторически градове като Силиврия, като обособени различни селища са признати само селата.
Към някои от градските райони принадлежат околни села, а други включват само квартали на Истанбул или по-отдалечени градски зони като някогашния град Силиврия. Съгласно административно-териториалното деление в Турция, градските райони на големите градове като Истанбул, Анкара, Измир се наричат околии (на турски: ilçe, илче), както всички останали околии в дадена област, имайки и същия административен статут.

### Райони и население
- Газиосманпаша: 1 013 048
- Юмрание: 897 260
- Кючюкчекмедже: 785 392
- Кадъкьой: 744 670
- Баъджълар: 719 267
- Бююкчекмедже: 688 774
- Юскюдар: 582 666
- Бахчелиевлер: 571 711

- Картал: 541 209
- Пендик: 520 486
- Есенлер: 517 235
- Фатих: 422 941
- Каътхане: 418 229
- Малтепе: 415 117
- Ейюпсултан: 325 532
- Авджълар: 323 596

- Гюнгьорен: 318 000
- Шишли: 314 684
- Зейтинбурну: 288 743
- Саръйер: 276 407
- Султанбейли: 272 758
- Байрампаша: 272 196
- Бейоулу: 247 256
- Бейкоз: 241 833

## Население
Численост на населението според преброяванията през годините:
| Година | Численост  |
| 1990   | 7 195 773  |
| 2000   | 10 018 735 |
| 2011   | 13 565 798 |